# ヒルデガード・ペプロウ
ヒルデガード・ペプロウ（Hildegard E. Peplau、 1909年-1999年)は、アメリカの看護学者。対人関係理論にて知られる、現代看護学黎明期の有力な理論家の一人である。

## 経歴
1909年　ペンシルベニア州に生誕
1931年　ペンシルベニア州ポッツタウン病院付属看護学校卒業
1943年　ベニントン大学卒業（専攻：精神看護学）
1947年　コロンビア大学ティーチャーズカレッジより修士号授与
1952年　『人間関係の看護論』（原著）出版
1953年　コロンビア大学ティーチャーズカレッジより教育学博士授与
1970年　アメリカ看護師協会会長（〜1972年）
1999年　没（89歳）

## 理論の特徴
ペプロウは、看護を人間関係のプロセスとして捉えた上で、看護師の役割は関係深化の過程において患者が自ら問題を解決できるようパーソナリティの発達を援助することであるとした。また、精神科看護師であったことから心理学・精神医学からの多大な影響を受けている点も特徴の一つである。

### メタパラダイムの定義
| 概念 | 定義・解説 |
| ---- | --- |
| 看護 | 有意義な、治療的な、対人的プロセス 人体の中で進行している自然の諸傾向を促進する条件を編成する営為であるとともに、パーソナリティの発達を援助する教育的方法 |
| 人間 | 不安定な平衡状態の中で生きる存在 |
| 健康 | 創造的、建設的、生産的、個人的な生活や、地域における社会生活を営むためのパーソナリティの発展と、現在とは異なった方向に向かう人間的プロセス                |
| 環境 | 有機体の外部に存在する力であり、文化と関係している |

### 主要な概念・用語
- 看護師・患者の関係性
- 4つの局面（方向づけ・同一化・開拓利用・問題解決）

## 著書
H.ペプロウ（稲田八重子他訳）『ペプロウ　人間関係の看護論』医学書院、1973